# Sarah Swire
Sarah Swire (* 20. Jahrhundert in Toronto, Kanada) ist eine kanadische Schauspielerin und Sängerin.

## Leben
Sarah Swire wurde im kanadischen Toronto geboren. Sie studierte Musical am Royal Conservatoire of Scotland in Glasgow. und hat vor allem im Vereinigten Königreich als Schauspielerin, Sängerin und Choreographin gearbeitet. Eine wichtige Rolle hatte sie in dem Musicalfilm Anna und die Apokalypse, in dem sie in einer der Hauptrollen Steph verkörperte. Ebenso spielte sie in mehreren Folgen in der Serie Murdoch Mysteries.

## Filmografie
- 2014: God Help the Girl
- 2017: Anna und die Apokalypse (Anna and the Apocalypse)
- 2019: Impulse
- 2020–2024: Murdoch Mysteries
- 2020: Spinning Out
- 2021: Franky Drake Mysteries
- 2021: Nurses
- 2022: The Boys
- 2022: Departure – Wo ist Flug 716?
- 2023: Dear David